# وبائيات الجذام
| لا يوجد بيانات <1.5 1.5–3 3–4.5 4.5–6 6–7.5 7.5–9 | 9–10.5 10.5–12 12–13.5 13.5–15 15–20 >20 |

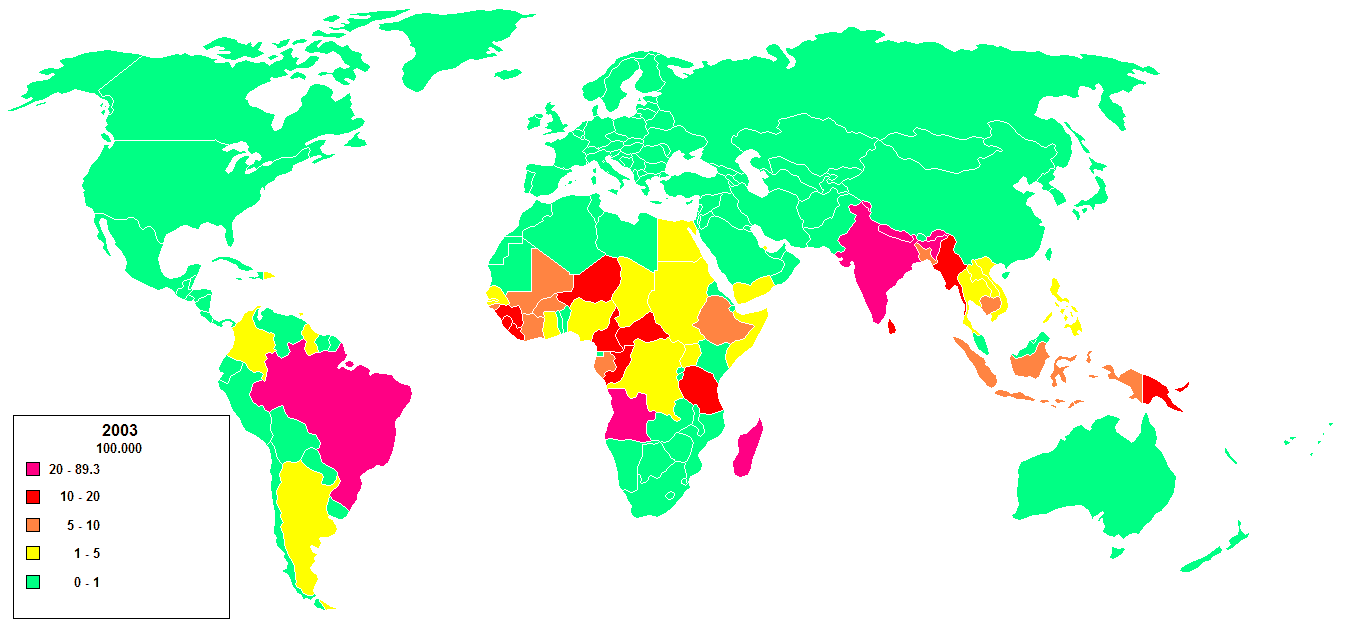
التوزيع العالمي للجذام، 2003

عدد سنوات الحياة المصححة باحتساب مدد العجز العام للجذام لكل 100,000 نسمة في عام 2004
لا يوجد بيانات
<1.5
1.5–3
3–4.5
4.5–6
6–7.5
7.5–9
9–10.5
10.5–12
12–13.5
13.5–15
15–20
>20

حول العالم، هناك مليونان إلى ثلاثة ملايين شخصا مقدر إصابتهم بإعاقة دائمة بسبب الجذام. تمتلك الهند العدد الأكبر من الحالات تليها البرازيل في المرتبة الثانية ثم تحل إندونيسيا في المرتبة الثالثة.